# Thryonomys gregorianus
Thryonomys gregorianus é uma espécie de roedor da família Thryonomyidae.
Pode ser encontrado nos Camarões, Chade, República Democrática do Congo, Uganda, Sudão, Etiópia, Quênia, Tanzânia, Maláui, Zâmbia, Zimbábue e possivelmente Moçambique.